# Awaiting Dawn
Awaiting Dawn ist eine deutsche Progressive-Metal-Band aus dem Rhein-Main-Gebiet, die im Jahr 2006 gegründet wurde.

## Geschichte
Awaiting Dawn wurde 2006 als Nachfolger der Metalband Coleslaw gegründet und war zu diesem Zeitpunkt im Mittelrheintal beheimatet. Die Besetzung bestand ursprünglich aus Christoph Krämer (Gesang), Matthias Platz (Gitarre), Benjamin Reiter (Gitarre), Maik Seckler (Bass) und Felix Benz (Schlagzeug). Die ersten Auftritte und die Aufnahme eines Demos (The Prisoner) erfolgten 2007.
Mitte 2008 trennte sich die Band von Christoph Krämer, und Benjamin Reiter übernahm den Lead-Gesang. Danach agierte die Band zunächst zu viert und nahm eine EP mit drei Liedern auf (Changing Days), die sie in Eigenregie veröffentlichte. Nach längerer Suche nach einem Keyboarder stieß 2011 Peter Schnur zur Band. Es folgte eine Phase, in der neue Lieder geschrieben und am Stil gefeilt wurde, sowie regelmäßige Auftritte hauptsächlich im Rhein-Main-Gebiet. Ende 2012 verließ Matthias Platz die Band mit Wolfgang Schneider als nachfolgenden Gitarristen 2013.
Zwischen 2015 und 2016 erfolgte die Aufnahme des Debütalbums Leave No Trace, welches von Markus Teske von Red Circuit produziert wurde, der unter anderem für die Produktion der Alben der deutschen Progressive-Metal-Größe Vanden Plas bekannt ist. Zum Lied The Bountiful Colors of Black wurde am 29. August 2016 ein Videoclip veröffentlicht. Leave No Trace erschien am 17. Februar 2017 über Castle Road Records.
Im August 2017 wurde der Ausstieg von Wolfgang Schneider bekannt, welcher sich auf sein Engagement bei The Wolfwalk Experience fokussieren wollte. Nachfolger wurde Fabian Steeg, der die Band bereits im Studio und bei Konzerten unterstützte. Auch Peter Schnur verließ die Band 2019. Da jedoch kein Nachfolger gefunden werden konnte, entschied sich die Band, als Quartett weiterzumachen.
Während der Corona-Pandemie veröffentlichte die Band im Rahmen eines Auftritts vor Kamera ohne Publikum bei der Aktion „thirty minutes for culture“ der Stadt Lampertheim den ersten neuen Song des in Arbeit befindlichen zweiten Albums, „Twilight Heart“. Für diesen Song, wie auch in weiteren Kategorien wurden Awaiting Dawn mit dem 39. Deutschen Rock- und Poppreis ausgezeichnet.
Es folgte ein weiterer Besetzungswechsel: 2022 ersetzte Gerald Kellermann den langjährigen Schlagzeuger und Gründungsmitglied Felix Benz. In dieser neuer Besetzung kehrten Awaiting Dawn nach dreijähriger Bühnenabstinenz im Jahr 2022 auf die Bühne zurück.

## Stil
Die Band hebt in ihrer Stilbeschreibung große dynamische Kontraste, Melancholie und verschiedene Einflüsse aus Rock und Metal, klassischer Musik und Jazz sowie häufige Tempo- und Taktwechsel hervor. Markenzeichen sind innovative und druckvolle Gitarrenriffs in oft alternierender Metrik und Rhythmik, mehrstimmige Licks und Soli, anspruchsvolle Bassriffs, komplexe bis virtuose Schlagzeug- und Keyboardparts, heftige Akzente, aber auch sehr ruhige Parts mit cleanen Gitarren und klaren Klaviersounds. Der Gesang ist klar bis kratzig und bewegt sich in einprägsamen Linien.
In der Regel werden in klassischer Denkweise verschiedene Themen, Motive und Elemente in den Liedern auf unterschiedliche Weise wiederverwendet und bearbeitet.
Zu den Genre-Vorbildern zählt die Band unter anderem Pain of Salvation, Porcupine Tree, Wolverine, Haken, Riverside, Yes, Pink Floyd und Opeth.

## Diskografie
- 2007: The Prisoner (Demo)
- 2009: Changing Days (EP, Eigenveröffentlichung)
- 2017: Leave No Trace (LP, Castle Road Records)

## Sonstiges
Neben Awaiting Dawn war Benjamin Reiter als Songwriter/Arrangeur sowie als Live-Bassist und später als Live-Gitarrist in der deutschen Metal-Band Arven beteiligt.